# Lista episoadelor din Max Steel
Aceasta este o listă a episoadelor din Max Steel. Două sezoane cu 26 de episoade fiecare au fost difuzate între 2013 și 2014, urmate de un număr de filme între 2015 și 2017.

## Episoade

### Sezonul 1
1.Îmbinarea Partea 1
2.Îmbinarea Partea 2
3.Îmbinarea Partea 3
4.Curățenie Generală
5.Criza De Identitate Secretă
6.A.R.C.T. Atacă
7.Apa Dură
8.Fiorii Vânătorii
9.Extrugatorul Se Dezlănțuie
10.Cu Sabia În Mână
11.Mania De A Fi Super Erou
12.Unchiul Sam Te Vrea
13.Elemente Surpinzătoare Partea 1
14.Elemente Surpinzătoare Partea 2
15.Examenul De Conducere
16.Adevărul Doare
17.Admiratorul Secret
18.Circuite Încurcate
19.X-Ul Marchează Locul
20.La Pescuit
21.A Fi La Înălțime
22.Decizii Împărțite
23.Alege-Ți Otrava
24.Mulțumesc, Cred
25.Pământul Sub Asediu Partea 1
26.Pământul Sub Asediu Partea 2
27.Invazia Ultralink-urilor Partea 1
28.Invazia Ultralink-urilor Partea 2
29.Ascensiunea Lui Dredd
30.O Relație Toxică
31.Concert De Full Metal
32.Atracția Pentru Animale
33.Turbo În Adâncurile Oceanului
34.Vânătorul De UltraLink-uri
35.Luptă În Mediul Digital
36.Calatorie În Centrul Orașului Copper Canyon
37.Zona Fierbinte
38.Lumini, Cameră De Filmat, Max
39.Legenda Lui Ja'Em Mk'Rah
40.Makino Atacă Partea 1
41.Makino Atacă Partea 2
42.Aveți O Turbo Stea
43.Cel Mai Bun Prieten Al Meu E Un UltraLink
44.Eu Cu Mine Și Extroyer
45.Să Vă Fie Frică De Bau-Bau
46.Turbolt Cel Groaznic
47.Reprogramat
48.O Rază De Idee
49.Fugarul
50.The Great Turbo Star Caper
51.Numărătoarea Inversă Partea 1
52.Numărătoarea Inversă Partea 2

### Filme

#### 2015
1. The Wrath of Makino
2. Dawn of Morphos
3. Maximum Morphos

#### 2016
4. Team Turbo
5. Team Turbo Fusion-Tek

#### 2017
6. Turbo-Charged
7. Turbo-Warriors